# Lelapia
Lelapia é um gênero de esponja marinha da família Lelapiidae.

## Espécies
- Lelapia antiqua Dendy & Frederick, 1924
- Lelapia australis Gray, 1867